# Panamakanaal
Het Panamakanaal is een ruim 81 km lang trans-isthmisch kanaal in het Centraal-Amerikaanse land Panama, geopend in 1914. Dit kanaal loopt door de landengte van Panama en verbindt de Caraïbische Zee met de Grote Oceaan. Het kanaal is een belangrijke ader in het intercontinentale transport, omdat vaartuigen anders om Zuid-Amerika heen zouden moeten varen. Een schip varend van New York naar San Francisco legt via het kanaal een afstand af van 9500 kilometer, dat is minder dan de helft van de 13.000 zeemijlen (24.000 kilometer) via Kaap Hoorn. De route via Kaap Hoorn gaat langs de oostkust van Zuid-Amerika, om Kaap Hoorn heen, en dan noordwaarts langs de westkust.
De route via Kaap Hoorn werd vóór het Panamakanaal vaak gebruikt, vooral door zeilschepen zoals klippers in de 19e eeuw, vooral tijdens de Californische goldrush van 1849 toen de Verenigde Staten nog geen transcontinentaal treinverkeer kende. 
De eerste transcontinentale treinverbindingen in de Verenigde Staten waren de First Transcontinental Railroad (ook wel The Pacific Railroad) die gereed kwam in 1869, de Southern Pacific Transcontinental Route die gereed kwam in 1883, de Northern Pacific Railway die eveneens gereed kwam in 1883, de Great Northern Railway die gereed kwam in 1893. Geen van deze lijnen was afdoende om in de sterk groeiende Amerikaanse economie te voldoen aan de behoefte aan betaalbaar transport van grote hoeveelheden bulkgoederen, waarvoor geen alternatief bestond voor de scheepvaart,
Toen het Panamakanaal eenmaal gereed was, verliep de dcheepvaarroute tussen de beide kusten van de VS via het Caribisch gebied, het Panamakanaal en vervolgens langs de westkust van Midden-Amerika naar Californië.
Deze route is bijna 60% korter dan via Kaap Hoorn.
De Grote Oceaan ligt ten westen van de Atlantische Oceaan, maar de ligging van het kanaal is eerder omgekeerd: de ingang aan de Atlantische kant van het kanaal is ten noordwesten van die aan de Pacifische kant. Dit houdt verband met de grillige vorm van de landengte.
Meestal beschouwt men het kanaal als dat de grens tussen het Noord- en Zuid-Amerikaanse continent. Die grens kan echter ook over de politieke grens, tussen de staat Colombia en de voormalige Colombiaanse provincie Panama worden getrokken. Deze voormalige Colombiaanse provincie bestaat sinds 1903 als onafhankelijke staat, sinds de afscheiding van Panama van Colombia. Bij die afscheiding speelden de Verenigde Staten een belangrijke rol. Dit  mede in verband met de plannen voor de aanleg van het kanaal. Daaraan werd al gewerkt werd toen het gebied nog de noordelijkste provincie van Colombia was. De uiteindelijke aanleg van het kanaal vond plaats toen de Panamese afscheiding van Colombia door de Verenigde Staten met militaire overmacht werd afgedwongen.

## Geschiedenis
Spaanse ontdekkingsreizigers zoals Christoffel Columbus en Rodrigo de Bastidas hadden reeds begin 16e eeuw de kust van Panama verkend. Zij waren nog steeds op zoek naar een doorgang naar Indië. Bastidas bezocht in 1501 het plaatsje Nombre de Dios, dat acht jaar later de eerste Spaanse uitvalsbasis werd voor de zoektocht naar goud. Vasco Núñez de Balboa had Bastidas vergezeld op zijn reizen en naar aanleiding van fantastische verhalen van de plaatselijke bewoners over goud, besloot Balboa in 1513 een expeditie te ondernemen naar de binnenlanden van Panama. Op 25 september 1513 waren de leden van deze expeditie van Balboa de eerste Europeanen die het water van de Stille Oceaan vanaf het Amerikaanse continent zagen. Hij reisde nog een aantal keren op en neer tussen Nombre de Dios en de kust van de Stille Oceaan, zelfs met een over land vervoerde boot in onderdelen, om daarmee de kust van de Stille Oceaan te verkennen. In 1519 werd Panama-Stad gesticht.
Balboa had ontdekt dat de kortste weg tussen Spanje en de Stille Oceaan over Panama liep. Na de verovering van Peru rond 1530, de ontdekking van zilver en de groeiende Spaanse bevolking werd Panama van groot militair en commercieel belang. Tussen 1540 en 1740 had Panama een sleutelrol in de handel tussen beide gebiedsdelen. Aan de westkust werd het zilver van Peru aangevoerd en door karavanen over een afstand van 80 kilometer vervoerd, door het oerwoud, naar de Panamese oostkust. Aan de oostkust was Portobelo uitgegroeid tot een belangrijke handelsplaats van waaruit de jaarlijkse zilvervloot naar Spanje vertrok. Goederen vanuit Spanje en andere Europese landen maakten gebruik van dezelfde route maar dan richting Peru. Aan het begin van de 18e eeuw werd de route om Kaap Hoorn een belangrijk alternatief. Deze directe vaarweg was veel goedkoper dan de transcontinentale route via Panama. De Spaanse kolonie in Panama verloor veel handel en raakte in een economische depressie die meer dan 100 jaar zou duren.
Al in de 16e eeuw werd gesproken over de mogelijkheid om de landengte die de Atlantische van de Stille Oceaan scheidt, met een kanaal te doorsnijden. In 1524 opperde keizer Karel V op advies van Vlaamse ingenieurs dat scheepsreizen tussen Spanje en Peru aanzienlijk verkort zouden kunnen worden door de aanleg van een kanaal. Zijn zoon koning Filips II (1527-1598) verbood echter het graven van een kanaal op straffe des doods, omdat "de mens niet mag scheiden wat God heeft verenigd" (een verwijzing naar Marcus 10:9).

### Panama Railroad Company

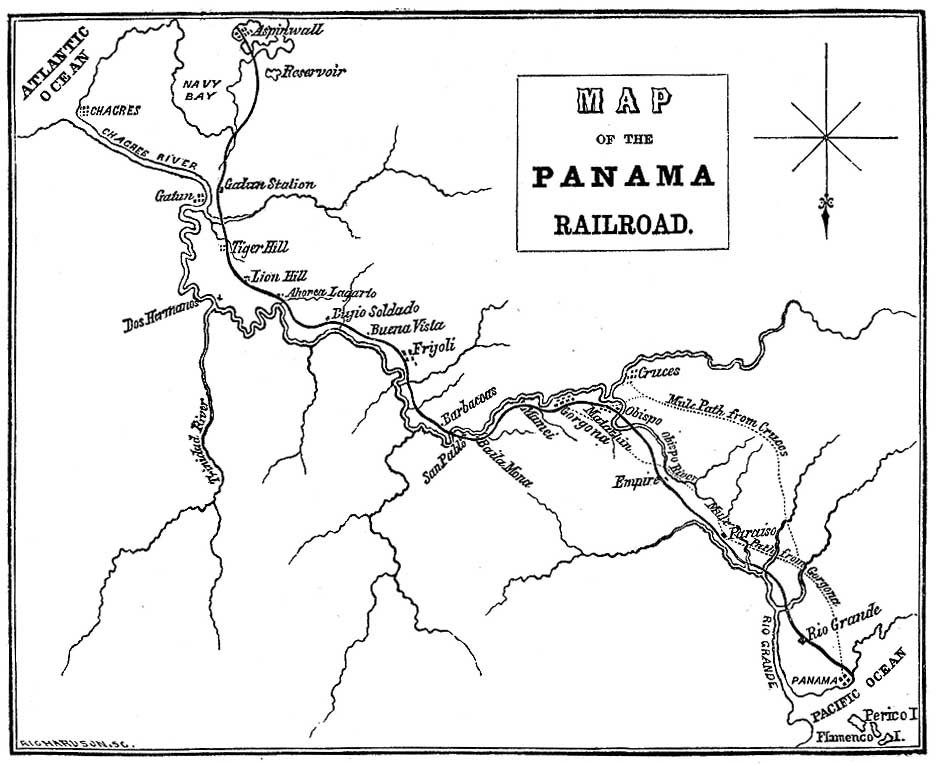
Panama Railroad routekaart

In 1848 richtte een aantal Amerikaanse investeerders de Panama Railroad Company op. De maatschappij had tot doel een spoorweg tussen beide oceanen aan te leggen. Drie van hen, John Lloyd Stephens, William Henry Aspinwall en Henry Chauncey, trokken naar Bogotá om met de regering te onderhandelen over de concessie. In december 1849 werd deze verleend voor een periode van 49 jaar te rekenen vanaf het moment dat de spoorweg klaar was. De Colombiaanse regering kreeg als tegenprestatie jaarlijks 250.000 dollar aan pacht. In 1850 startten de werkzaamheden en vijf jaar later was het werk af. Het verlies aan mensenlevens was enorm, vele duizenden hadden aan de lijn gewerkt en zeker 5000 hiervan zijn omgekomen door malaria, gele koorts, ongevallen, geweld en zelfmoord. De kosten van het werk bedroegen 8 miljoen dollar, een veelvoud van de geraamde kosten. Anderzijds overtroffen de opbrengsten ook de verwachtingen: al in 1859 was de investering terugverdiend. Het succes was mede een gevolg van de goudvondsten in Californië in 1848. De gold-rush trok vele gelukzoekers aan. Er waren destijds drie mogelijkheden om van de Amerikaanse oostkust naar Californië te komen, namelijk: over het Amerikaanse continent, via Panama of omvaren via Kaap Hoorn. De route via Panama was het snelst en daardoor favoriet. Reizigers voeren naar Colón, stapten daar over op de trein die ongeveer vier uur later Panama-Stad bereikte. Vandaar ging de reis per boot verder naar Californië. Dit duurde tot 1869 toen de eerste transcontinentale spoorlijn in de Verenigde Staten gereed was. Het personenvervoer over de Panamese spoorlijn nam daardoor af, maar dankzij vrachtvervoer bleef de Panama Railroad Company winstgevend. De spoorlijn had een lengte van ongeveer 75 kilometer. Het latere kanaal zou nagenoeg dezelfde route volgen. In 1881 werd de spoorwegmaatschappij gekocht door de Franse kanaalbouwers voor een bedrag van 18 miljoen dollar.

### De Franse kanaalperiode

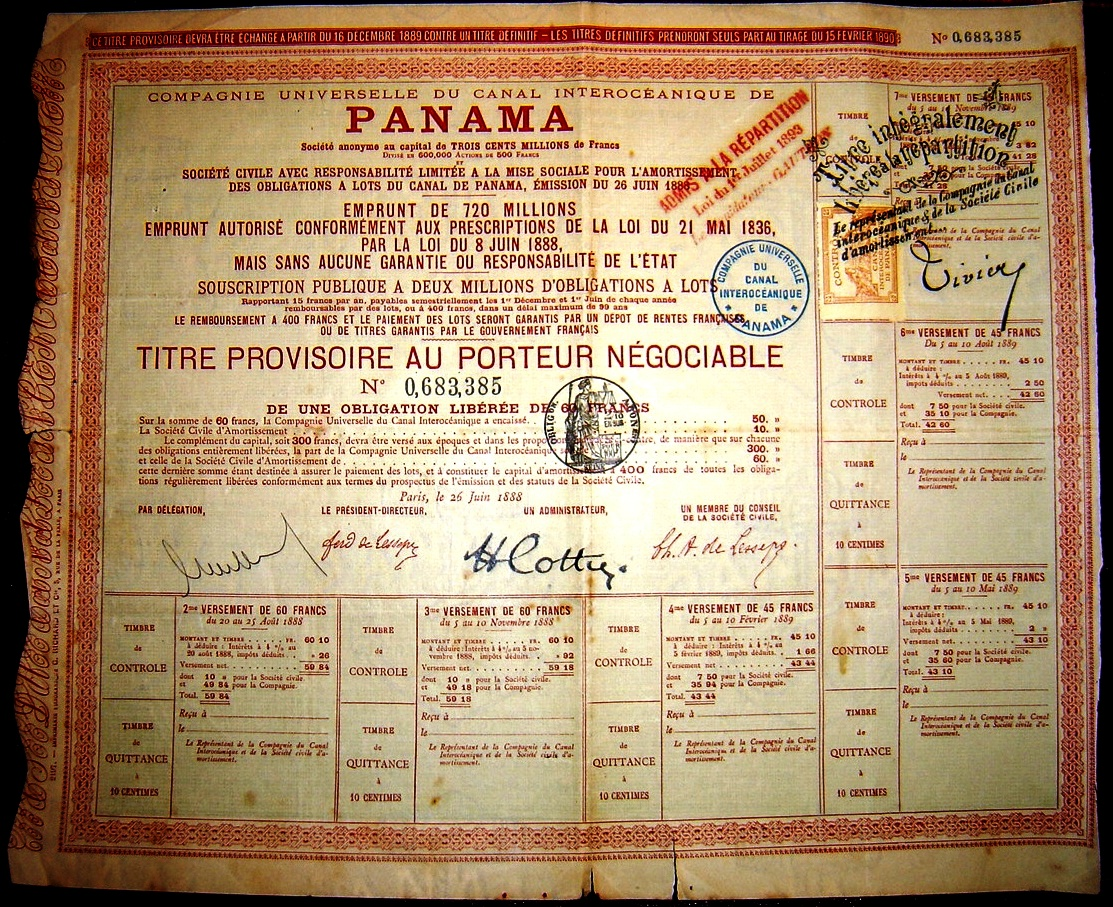
Aandeel in de Compagnie Universelle du canal interocéanique de Panamà, 1888

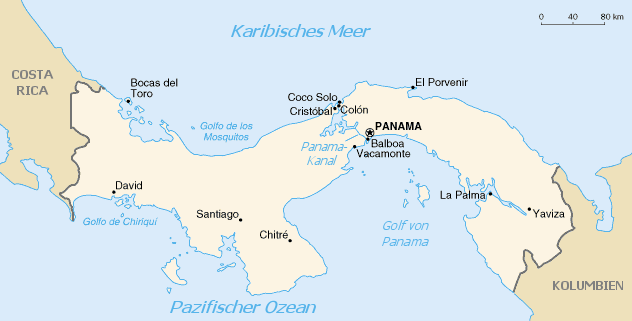
Het land Panama

Aan het einde van de 19e eeuw, toen Panama nog een provincie van Colombia was, werd de eerste serieuze poging ondernomen, nadat in 1855 al een spoorlijn over de landengte was aangelegd. De Fransman Ferdinand de Lesseps, die ook het Suezkanaal had aangelegd, bezocht in 1879 het gebied, dat destijds nog de Colombiaanse provincie Panama was. Zijn doel was een kanaal op zeeniveau, dus zonder sluizen, tegen een verwachte kostprijs van 1,2 miljard Franse frank. Franse landmeters taxeerden dat circa 75 miljoen kubieke meter grond en steen afgegraven diende te worden. Na een geslaagde aandelenemissie had De Lesseps met zijn bedrijf Compagnie Universelle du Canal Interocéanique voldoende geld om met de daadwerkelijke bouw te beginnen. Grote Franse bouwbedrijven, zoals Couvreux & Hersent, werden ingehuurd en in januari 1881 kwamen de eerste bouwtechnici in Panama aan. Om het personeel te huisvesten werden barakken voor de arbeiders en huizen voor de ingenieurs gebouwd. Nabij Aspinwall werd een nieuwe stad Cristóbal gebouwd die als haven dienst zou gaan doen. Kort na de start van het regenseizoen in 1881 werden al de eerste zieken met malaria en gele koorts gemeld. Ziekenhuizen werden gebouwd in Ancon en Colón, maar de medische kennis was onvoldoende om de zieken te genezen en er vielen veel slachtoffers. Eind 1881 was in Cristóbal een groot machinepark aangelegd met stoomgraafmachines, vrachtwagons, locomotieven, boormachines, baggerwerktuigen en boten. Gebrek aan goede werkafspraken, reserveonderdelen en een aardbeving in september 1882, die veel schade aanbracht, vertraagden de werkzaamheden. Eind 1882 trok Couvreux & Hersent zich uit het project terug.
In de jaren 1883-1885 namen meer dan 100 kleine aannemers het werk over. Deze hadden weinig ervaring met een project van deze schaal. In 1884 werkten bijna 20.000 mensen aan het kanaal. In 1885 werd circa 18 miljoen kubieke meter afgegraven. Dat was minder dan verwacht en de datum van de oplevering van het kanaal werd een jaar verschoven, naar 1889.

Om de coördinatie te verbeteren bundelde men in 1885 de aannemers in een beperkt aantal grotere bedrijven. In 1887 werd besloten toch sluizen aan te leggen, vijf stuks aan de uiteinden van het kanaal. Volgens de plannen kregen de sluizen een afmeting van 180 meter lang en 18 meter breed. Het kanaal kwam met deze aanpassing op 49 meter boven zeeniveau te liggen waardoor de hoeveelheid af te graven grond drastisch verminderde. Gustave Eiffel werd ingehuurd voor het ontwerp van de sluizen. Deze plannen kwamen te laat; door de tegenslagen bij de bouw en de vele slachtoffers werd het voor De Lesseps onmogelijk om aandelen uit te geven. Eind 1888 kwam de bouw stil te liggen door een gebrek aan geld en op 4 februari 1889 werd de Compagnie failliet verklaard. In de daarop volgende jaren lag de bouw aan het kanaal nagenoeg stil.
In Frankrijk was een parlementair onderzoek begonnen naar de ondergang van de Compagnie. De uitkomsten van dit onderzoek waren vernietigend: het bedrijf werd beschuldigd van fraude, corruptie en wanbeheer. In 1892 werd het schandaal nog groter. Toen bekend werd dat het bedrijf, onder andere senatoren had omgekocht, werd de regering van Émile Loubet gedwongen af te treden.
Gedurende de tien jaren dat de Compagnie actief was, werd meer dan 50 miljoen kubieke meter grond afgegraven. Geschat wordt dat er in deze periode 22.000 arbeiders zijn overleden. De totale uitgaven werden getaxeerd op 1.435.000.000 Franse frank, ongeveer gelijk aan 287 miljoen Amerikaanse dollars. Ongeveer 800.000 Franse beleggers in de Compagnie verloren hun inleg.

### De Amerikanen maken het werk af
De Verenigde Staten verwierven in de eerste jaren van de 20e eeuw de rechten om het Panamakanaal te bouwen en te exploiteren. Het Hay-Herrán-verdrag, waarover in 1903 met Colombia werd onderhandeld, gaf de Verenigde Staten rechten op het land rond het geplande kanaal. De Colombiaanse Senaat weigerde echter het verdrag te ratificeren. De Amerikaanse President Theodore Roosevelt steunde daarom een ¨militaire opstand¨ met de zaak van de Panamese onafhankelijkheid met het Kanaal in gedachten. Zijn steun wierp vruchten af en op 18 november 1903 ondertekenden de Verenigde Staten het Hay-Bunau-Varilla-verdrag. Daarin werden ¨eeuwige¨ Amerikaanse rechten vastgelegd op een Panamakanaalzone, die zich uitstrekte over de landengte. Phillippe-Jean Bunau-Varilla, nam als zogenaamde Panamese vertegenwoordiger deel aan de onderhandelingen, echter zonder formele toestemming van de Panamese regering. Hij woonde al zeventien jaar niet meer in Panama. 
Het duurde nog tot 1904 voor de aanleg werd hervat, na de Panamese afscheiding van Colombia via een door de Verenigde Staten (onder president Theodore Roosevelt) gesteunde actie, die als een¨legeropstand¨ was gepresenteerd, en in november 1903 de onafhankelijke staat was uitgeroepen. De nieuwe staat zou meteen in november 1903 als eerste door de Verenigde Staten en vervolgens Frankrijk worden erkend. 

### De ¨eeuwige¨ Amerikaanse rechten op het kanaal

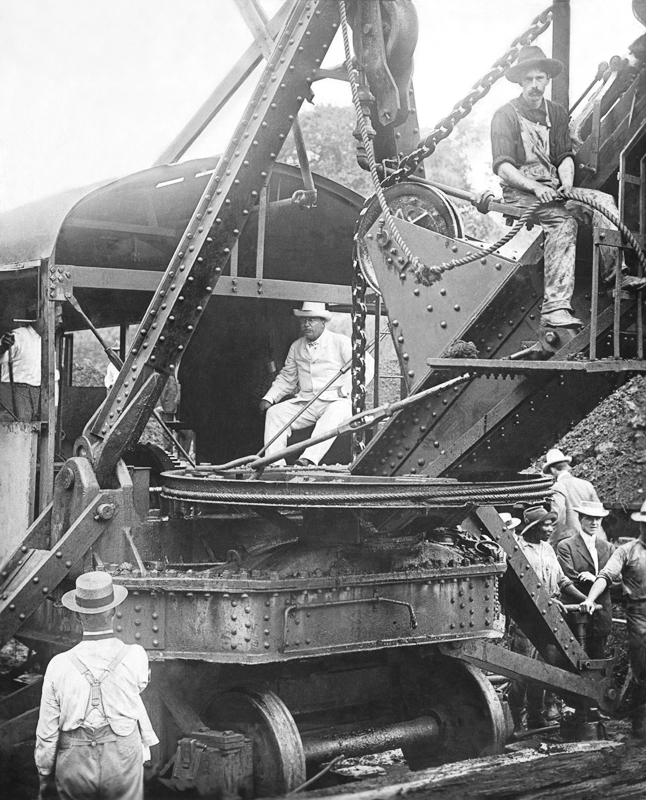
President Roosevelt in een Bucyrus graafmachine

Twee weken na de van Colombia afgedwongen onafhankelijkheid werd in het Witte Huis te Washington voornoemd verdrag ondertekend tussen de Amerikaanse minister van Buitenlandse Zaken John Hay en de Franse ingenieur Philippe-Jean Bunau-Varilla, die een van de aanstichters van de opstand was geweest. In dat verdrag, waar geen Panamezen bij betrokken werden (de nieuwe staat was ook nog geen democratie; pas sinds 1920 werden er in Panama democratische verkiezingen gehouden), werd vastgelegd dat 1400 km² Panamees grondgebied "voor eeuwig" aan de Verenigde Staten werd overgedragen. Het betrof een strook land van zo’n 8 kilometer aan weerszijden van het toen halfvoltooide kanaal: de Panamakanaalzone. Dit verdrag met de naam Convention for the Construction of a Ship Canal werd op 18 november 1903 in Washington D.C. ondertekend. Daarbij werden door de Amerikanen zelf in aan de macht gebrachte, niet-gekozen Panamese regering "in naam van Panama" aan de VS in perpetuity (voor eeuwig) gebruiks- en controlerechten geschonken over de Canal Zone en de noodzakelijke gronden en wateren voor de bouw en exploitatie van het Panamakanaal. Dit verdrag zou op 7 september 1977 door beide staten worden opgezegd en vervangen door de huidige twee bilaterale verdragen, die in 1978 door de VS werden geratificeerd. De verdragen werden ondertekend in het Pan-American Building in Washington DC door de toenmalige Amerikaanse president Jimmy Carter en de commandant van de Panamese Nationale Garde, generaal Omar Torrijos. Ze staan daarom ook wel bekend als de Torrijos–Carter-verdragen. 
De verdragen uit 1977 garandeerden dat Panama na 1999 de controle over het Panamakanaal zou krijgen. Daarmee kwam een einde aan de controle over het kanaal die de VS sinds 1903 hadden uitgeoefend.
Het eerste van beide verdragen draagt officieel de titel The Treaty Concerning the Permanent Neutrality and Operation of the Panama Canal (Spaans: Tratado Concerniente a la Neutralidad Permanente y Funcionamiento del Canal de Panamá) en staat algemeen bekend als de Neutrality Treaty. Op grond van dit verdrag behielden de VS het permanente recht het kanaal te verdedigen tegen iedere bedreiging die de neutrale dienstverlening aan schepen van alle landen in gevaar zou kunnen brengen.
Het tweede verdrag draagt de titel The Panama Canal Treaty (Tratado del Canal de Panamá) en behelste dat vanaf middernacht op 31 december 1999 de staat Panama de volledige controle over het Panamakanaal zou krijgen en als eerste verantwoordelijk zou zijn voor de verdediging ervan. Dit betekende een grondige herziening van het oorspronkelijke verdrag uit 1903.
De artikelen van het eerste verdrag uit 1903 luidden immers onder meer:
Artikel I.
“De Verenigde Staten garanderen en handhaven de onafhankelijkheid van de Republiek Panama.”
Artikel II.
“De Republiek Panama verleent de Verenigde Staten voor eeuwig het gebruik, de bezetting en de controle over een stuk land en land onder water…” inclusief alle rechten alsof de VS soeverein is binnen de zone
Artikel V.
“De Republiek Panama verleent de Verenigde Staten voor eeuwig een monopolie op de aanleg, het onderhoud en de exploitatie van elk communicatiesysteem via kanalen of spoorwegen over haar grondgebied tussen de Caribische Zee en de Stille Oceaan.”

### De voltooiing van het kanaal
Nadat de eerste twee aangewezen ingenieurs zich hadden teruggetrokken, wees president Roosevelt luitenant-kolonel George Washington Goethals aan om de leiding te nemen over de aanleg van het kanaal.
Ook toen stierven er in het begin vele mensen aan malaria. Een arts zette echter het project weer op de rails door de malariamuggen aan te pakken. Er vielen minder doden dan tijdens de Franse periode: zo'n 5600. Bij de bouw werden stoomgraafmachines van Bucyrus en Marion ingezet. Deze machines leverden onder zeer moeilijke condities uitstekend werk. In de periode 1904-1914 verplaatsten ze circa 172 miljoen kubieke meter grond.
Op 15 augustus 1914 voer het Amerikaanse stoomschip Ancon als eerste schip door het kanaal. Het project lag hiermee voor op schema: de oorspronkelijke einddatum was op 1 juni 1916 bepaald. De kosten van de aanleg van het Panamakanaal voor de Verenigde Staten bedroegen in totaal 375 miljoen dollar, dat bedrag is inclusief 10 miljoen dollar voor Panama en 40 miljoen dollar voor de overname van het Franse bouwbedrijf. Het kanaal was zelfs 23 miljoen dollar goedkoper dan berekend in 1907. In totaal was bijna 262 miljoen kubieke yard (ca. 180 miljoen m³) grond afgegraven, waarvan 30 miljoen kubieke yard (ca. 23 miljoen m³) door de Fransen en de rest door Amerikaanse bouwvakkers. De hoeveelheid afgegraven grond was viermaal hoger dan De Lesseps had getaxeerd voor een Panamakanaal op zeeniveau.
In 1935 werd in de rivier Chagres de Maddendam voltooid. Door deze constructie ontstond het Alajuelameer, dat diende als reservoir voor aanvullende watervoorziening voor het kanaal.

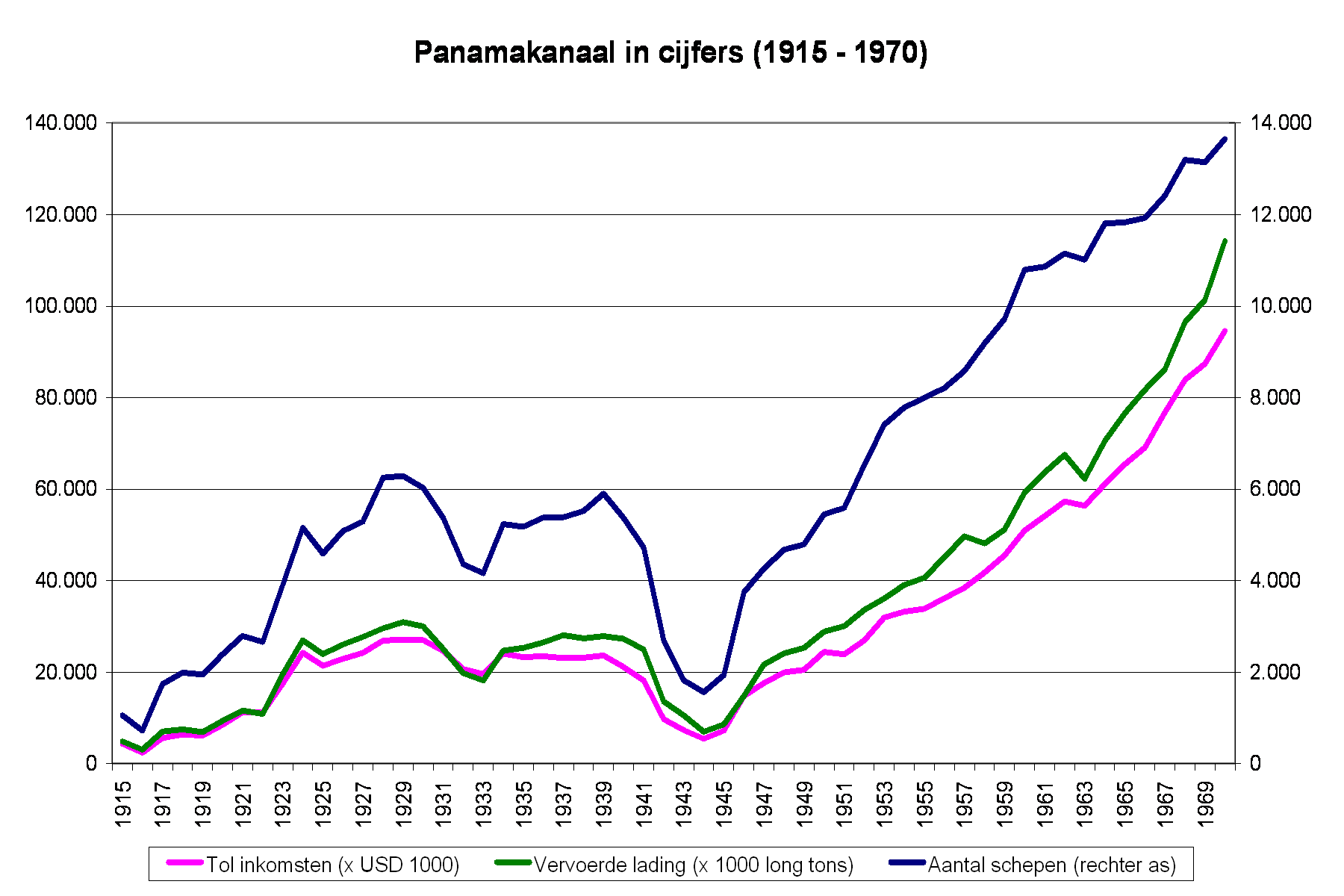
Vervoersgegevens Panamakanaal in de jaren 1915-1970

Nog geen 15 jaar na de opening van het kanaal begon men onderzoek te doen naar grotere sluizen. Het kanaal was zeer succesvol en grotere schepen, waaronder oorlogsschepen, werden besteld. De Amerikaanse marine had in september 1940 een order geplaatst voor nieuwe Montana-klasse slagschepen met een waterverplaatsing van 58.000 ton. Deze schepen zouden te groot zijn voor de oude sluizen. Naast de twaalf bestaande sluiskolken werden zes nieuwe gepland. In de eerste plannen lagen deze direct naast de bestaande sluizen, maar uit militaire overwegingen besloot men de afstand te vergroten. De nieuwe sluizen zouden een afmeting krijgen van 365 meter (1200 voet) lang en 41 meter (135 voet) breed; ruim voldoende voor de nieuwe slagschepen. In 1939 werden de totale kosten van de uitbreiding geraamd op 277 miljoen dollar en zou het project in 1946 klaar zijn. De werkzaamheden werden gestart in 1940; men begon met het weggraven van de grond voor de sluizen en uitbaggeren van de vaarwegen van en naar de nieuwe sluizen. In totaal zou 80 miljoen kubieke meter grond worden verplaatst, maar niet alles werd gerealiseerd. In december 1941 raakte de Verenigde Staten betrokken bij de Tweede Wereldoorlog en medio 1942 werden de werkzaamheden gestaakt. De nieuwe Montana slagschepen waren inmiddels ook afbesteld. Op oude satellietfoto's van het Panamakanaal is de route voor de nieuwe sluizen duidelijk zichtbaar. Naast de bestaande sluizen zijn vaarwegen zichtbaar die nu nog naar dammen leiden.
Tussen 1968 en 1975 lag de eerste drijvende kerncentrale, de Sturgis MH-1A, afgemeerd in het Gatúnmeer. Er was een droge periode die leidde tot een watertekort. Men wilde het water sparen om het scheepvaartverkeer door te laten gaan. De waterkrachtcentrale kon daardoor niet gebruikt worden en er werd een alternatief gezocht. De Sturgis was net gereed en had een kernreactor aan boord met een vermogen van 10 megawatt. Het is versleept van Fort Belvoir naar de kanaalzone waar het gedurende zeven jaar stroom heeft geleverd.

### Panama neemt het beheer over
Na de Tweede Wereldoorlog begonnen de spanningen tussen Panama en de Verenigde Staten op te lopen. In Panama begon steeds meer de mening post te vatten dat de Kanaalzone in rechte toebehoorde aan het Panamese volk. In 1964 braken studentenprotesten uit in Panama die een gewelddadig karakter kregen. Na een incident over het hijsen van de Panamese vlag naast de Amerikaanse, begonnen studenten de hekken te doorbreken die de kanaalzone afscheidden van het omliggende Panamees grondgebied. Dit leidde tot militair ingrijpen waarbij onder de opstandelingen 22 doden vielen. In 1974 begonnen de onderhandelingen, die in september 1977 uitmondden in de Torrijos-Carterverdragen, resp. het Verdrag inzake de permanente neutraliteit en exploitatie van het Panamakanaal (Treaty Concerning the Permanent Neutrality and Operation of the Panama Canal) en het Panamakanaalverdrag (Panama Canal Treaty), ondertekend door de Panamese militaire heerser Omar Torrijos en de Amerikaanse president Jimmy Carter. In deze verdragen werd geregeld dat het kanaal zou worden overgedragen aan Panama, waarbij het land een verdrag moest ondertekenen dat de neutraliteit van de zone moest garanderen en de VS de garantie gaf om terug te keren wanneer gewenst. Uiteindelijk leidden de verdragen ertoe dat het kanaal op 31 december 1999 werd overgedragen aan de Panamakanaalautoriteit (Spaans: Autoridad del Canal de Panamá (ACP)), waarmee het volledig Panamees bezit was geworden.
In oktober 2010 passeerde een Chinese vrachtvaarder als miljoenste schip het kanaal. De kapitein van de bulkcarrier kreeg een oorkonde.

### Relatie met VS onder president Trump
In december 2024 uitte Donald Trump forse kritiek op de beheerders van het kanaal. Tijdens een speech zei hij "We worden afgezet aan het Panamakanaal, zoals we overal afgezet worden", en op Truth Social beschuldigde hij Panama ervan dat het Amerikaanse schepen "buitensporige prijzen en doorgangstarieven" oplegt. De Panamese president José Raúl Mulino reageerde fel en zei dat de de soevereiniteit en onafhankelijkheid van Panama niet onderhandelbaar zijn.
Op 8 april 2025 maakten de twee landen een overeenkomst bekend. De Verenigde Staten bevestigen de soevereiniteit van Panama en krijgt geen militaire bases in Panama. De twee gaan wel samen militaire oefeningen doen en Amerikaanse troepen kunnen gebruik maken van Fort Sherman, Rodman Naval Station en Howard Air Force Base. Ze gaan verder samenwerken op het gebied van digitale veiligheid, informatie verzamelen en uitwisselen en de verbetering van de kanaal infrastructuur. De komst van een Amerikaanse basis zou zeer impopulair zijn onder de Panamese bevolking. Op 26 april 2025 schreef Trump op Truth Social dat hij de minister van Buitenlandse Zaken Marco Rubio opdracht had gegeven er voor te zorgen dat Amerikaanse schepen door het Panamakanaal, en ook het Suezkanaal, kunnen varen zonder tol te betalen.

## Beschrijving
Het 81 km lange Panamakanaal varieert in breedte tussen de 70 en 300 meter. De sluizen zijn 305 meter (1000 voet) lang en 33,53 meter (110 voet) breed. Er kunnen schepen geschut worden met een maximale breedte van 32,3 meter. Schepen met deze omvang worden wel aangeduid als Panamax-schepen. Onder normale omstandigheden kunnen per dag zo'n 32 schepen passeren, met een diepgang van maximaal 15,20 meter (50 voet).
Aan beide kanten van de sluis ligt een tandradspoor. Vier elektrisch aangedreven locomotieven (2 links en 2 rechts) houden een schip in de achtereenvolgende sluizen in het midden bij het invaren en tijdens het vullen en ledigen van de sluis. De schepen bewegen op zich op eigen kracht maar komen bij de beperkte snelheid in de sluizen en door de bochten in het kanaal aan manoeuvreerbaarheid tekort, vandaar dat grotere schepen door de autoriteiten worden verplicht om voor 3.000 dollar per uur Panamese sleepboten te huren. Deze speciaal gebouwde sleepboten worden met kabels achter de grote schepen bevestigd en zijn voorzien van Z-drive-aandrijving, wat inhoudt dat de beide schroeven alle kanten uit kunnen worden gericht waardoor ze de grote schepen optimaal kunnen afstoppen en richten tijdens de doorgang.
Het bijzondere aan het Panamakanaal is dat het schip als het ware over de bergrug geheveld wordt. Het gemiddelde waterniveau van de Atlantische Oceaan (met een lager niveau door een hogere massadichtheid wegens kouder en zoutrijker water) en de Stille Oceaan (met een hoger niveau wegens warmer en zoutarmer water dan dat van de Atlantische oceaan) verschilt op zich minder dan 30 cm, maar de getijden zijn flink verschillend, de Stille Oceaan heeft ter plaatse ongeveer 3 meter getijwisseling terwijl de Atlantische oceaan aan de andere kant minder dan 1 meter getijwisseling heeft. Het Lago Gatún in Panama is hoger dan beide oceanen (het wateroppervlak ervan ligt ca. 26 meter boven zeeniveau). Dat meer is dan ook het (zoetwater)reservoir dat de sluiscomplexen voedt. In het oorspronkelijke ontwerp was het de bedoeling een doorgaande verbinding te realiseren, net als bij het Suezkanaal, maar door de getijdewerking is dat nautisch onmogelijk en is er in principe altijd minstens een sluis nodig.
Vertrekkende van de Atlantische Oceaan en varende naar het zuiden ontmoet een schip eerst de drie Gatúnsluizen. Vervolgens vaart het 42 km op het Lago Gatún en door de Culebra-kloof, het smalste stuk van het kanaal. Via de Centennial Bridge, de Pedro Miguelsluis, het Miraflores-meer en de twee sluizen van Miraflores gaat de reis langs de haven van Balboa. Men vaart vervolgens onder de Bridge of the Americas door, die onderdeel uitmaakt van de Pan-Amerikaanse Snelweg, die Noord- en Zuid-Amerika met elkaar verbindt, waarna de doortocht eindigt in de Stille Oceaan. De totale tijd om door het kanaal te varen schommelt tussen de 8 en de 11 uren. Het Panamakanaal is de enige plek ter wereld waar de kapitein het volledige gezag over zijn schip moet overdragen tijdens de passage.

## Uitbreiding
In 1998 startte de beheerder van het kanaal een onderzoek naar de langetermijntoekomst van de waterweg. De sterke toename van de internationale zeescheepvaart en grotere schepen maakten een dergelijk onderzoek gewenst. Dit onderzoek mondde uit in een plan om het kanaal gedeeltelijk te verleggen, te verbreden en te voorzien van nieuwe en grotere sluizen.

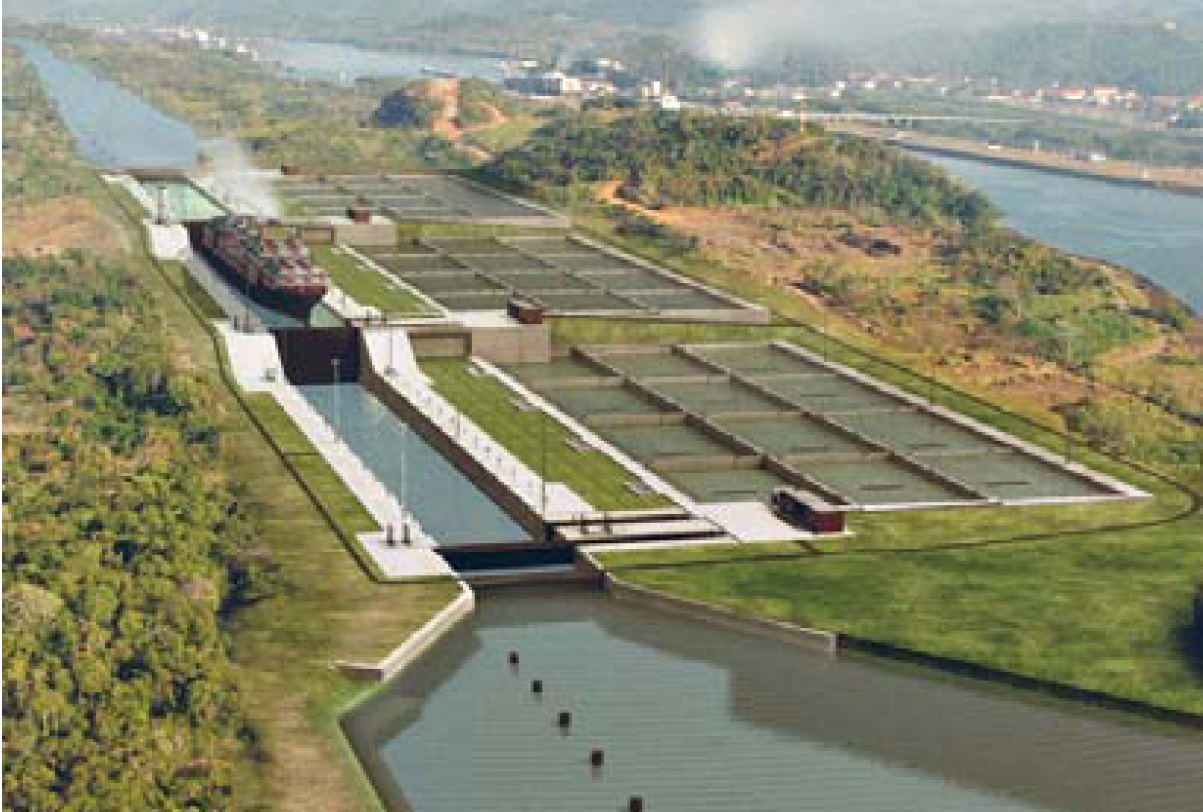
Concepttekening van de nieuwe Panamasluizen met spaarkommen.

Het plan voorziet in de aanleg van een derde rij sluizen naast de bestaande sluiscomplexen aan de zijde van de Atlantische Oceaan en Stille Oceaan. Net als bij de bestaande sluizen zullen drie kolken achter elkaar worden aangelegd die de schepen van het zeeniveau naar het hoger gelegen Lago Gatún zullen brengen. De nieuwe sluiskolken worden 427 meter (1400 voet) lang, 55 meter (180 voet) breed en 18,3 meter (60 voet) diep. De sluizen zijn 60% breder en 40% langer dan de bestaande sluizen. Door de grotere sluizen kunnen schepen met een waterverplaatsing van 150.000 tot 180.000 ton gebruik gaan maken van het Panamakanaal. Deze afmetingen komen overeen met de nieuwste generatie containerschepen die 12.000 TEU's kunnen vervoeren. Deze schepen worden ook Post-Panamax-schepen genoemd. De nieuwe sluizen zullen worden voorzien van roldeuren van 57 meter breed, 30 meter hoog en 10 meter dik. Ze zijn aardbevingsbestendig, lekken nauwelijks water en kunnen zelfstandig rechtopstaand drijven. Deze roldeuren maken bij het openen en sluiten een horizontale beweging, loodrecht op de sluisas. De oude sluizen zijn voorzien van puntdeuren. De nieuwe sluizen worden voorzien van spaarkommen. Deze spaarkommen, drie naast elke sluiskolk, beperken het waterverlies tijdens het schutten. Bij het ledigen van de kolk wordt het water opgevangen in de spaarkommen, waarna het bij het vullen van de kolk opnieuw kan worden gebruikt. Dankzij dit systeem van spaarkommen zal 60% minder water worden gebruikt. Sleepboten zullen de taken van de locomotieven overnemen. Voor de nieuwe sluizen zullen nieuwe vaargeulen aan de zeezijde worden gebaggerd en nieuwe kanaaldelen worden gegraven.
Op 22 oktober 2006 stemde de bevolking van Panama door middel van een referendum massaal in met een verbreding van het kanaal (76,8% van de opgekomen kiezers stemde vóór). De uitbreiding zal een investering vergen van ruim 5 miljard dollar. Het plan was om deze uitbreiding op te leveren voor augustus 2014 om zo het honderdjarig bestaan van het kanaal te kunnen vieren.
In augustus 2007 werd bekendgemaakt dat het Nederlandse ingenieursbureau DHV het projectmanagement van de uitbreidingstaak toegewezen werd. Het Belgische bedrijf Technum-Tractebel Engineering werkte 6 jaar als projectleider aan het ontwerp van de nieuwe sluizen van het Panamakanaal. In opdracht van de ACP en in samenwerking met het Consorcio Post-Panamax (CPP) voerde het Waterbouwkundig Laboratorium van Antwerpen (onderzoeksgroepen nautica en hydraulica) een studie uit op schaalmodel naar het in- en uitvaren van de nieuw ontworpen sluizen. In september 2008 tekende CPP een nieuwe raamovereenkomst met de ACP. Technum-Tractebel Engineering heeft ACP ondersteund in de beoordeling van offertes en uitvoeringsstudies maken van de geselecteerde aannemerscombinatie. De nieuwe sluizen zijn geïnspireerd op de Berendrechtsluis te Antwerpen, tot 2016 de grootste ter wereld.
In juli 2009 kende de ACP het contract voor het bouwen van de sluizen toe aan het consortium Grupo Unidos por el Canal (GUPC), onder leiding van het Spaanse bouwconcern Sacyr Vallehermoso. De andere drie deelnemers van het consortium zijn Impregilo (Italië), baggerbedrijf Jan de Nul (België) en het lokale bouwbedrijf Construcción Urbana. Met het contract is 3,22 miljard dollar gemoeid. Bagger- en waterbouwgroep DEME heeft de opdracht verworven betreffende de verbreding en verdieping van het bestaande kanaal alsook het bouwen van de toegang tot de nieuw te bouwen sluizen aan de Pacifische kant van het kanaal.
De uitbreiding van het Panamakanaal liep vertraging op en werd duurder. Het nieuwe sluissysteem zou pas eind juni 2016 klaar zijn zoals werd aangegeven door het bouwconsortium GUPC, dat voor de uitbreiding verantwoordelijk is. Oorspronkelijk zou het systeem tegen oktober 2014 klaar zijn voor het honderdjarige jubileum van de waterweg, maar eerder werd die datum al eens verschoven naar april 2015. Het project wordt ook 1,2 miljard euro duurder, maar er is nog een discussie gaande wie dit moet betalen. Volgens het consortium is de beheerder van het Panamakanaal verantwoordelijk voor de extra kosten en ACP legt de schuld bij de bouwers. Bij de start van het werk wilden de bouwbedrijven gebruikmaken van lage kwaliteit cement waardoor de levensduur van het nieuwe kanaal niet langer is dan 100 jaar. Volgens de ACP moet het consortium zich houden aan het contract en zijn de extra kosten voor rekening van het GUPC.
Op 10 juni 2016 was er een eerste testvaart door de nieuwe sluizen van het Panamakanaal. Een 250 meter lange tanker, de Baroque, manoeuvreerde door de waterweg met behulp van een kleine sleepboot. De sleepboten moeten voorkomen dat de grote zeeschepen tegen de kade van de sluizen botsen nu de bekende locomotieven zijn verdwenen. De Baroque was speciaal voor de proefvaart gehuurd en niet beladen. Op 26 juni 2016 voer het Chinese containerschip Cosco Shipping Panama als eerste door het nieuwe kanaal. De schepen die door het nieuwe kanaal kunnen, hebben gezamenlijk 79% van de wereldwijde vrachtcapaciteit. Bij de oude sluizen was dit aandeel nog 45%. Voor containerschepen liggen de aandelen op 37% in de oude en 85% in de nieuwe situatie.

## Tol
Om door het Panamakanaal te mogen varen moet een vergoeding worden betaald. Voor 1999 was de tol gelijk aan de kosten die noodzakelijk waren voor het beheer en onderhoud van het kanaal, maar na de overname door de Panamese regering is het winstoogmerk daarbij gekomen. De beheerder van het kanaal stelt de hoogte van de tol vast op basis van het scheepstype, de grootte van het schip en de lading die wordt vervoerd. Er zijn bijvoorbeeld aparte tarieven voor schepen met natte en droge lading, container- en passagiersschepen.

### PC/UMS
Vanaf 1 oktober 1994 wordt de tol gebaseerd op basis van de Panama Canal Universal Measurement System, ook wel bekend onder de afkorting PC/UMS. Deze PC/UMS wordt uitgedrukt in tonnen, maar is eigenlijk een volumemaat van 100 kubieke voet (2,83 m³). De tarieven zijn gestaffeld; voor de eerste 10.000 ton wordt een hoger tarief berekend dan voor de daarop volgende 10.000 ton enzovoorts. De prijzen variëren van US$ 2000 voor een zeilschip tot US$ 275.000 voor een Panamax schip. De laagste tol die ooit betaald werd, was door de Amerikaan Richard Halliburton die in 1928 in tien dagen door het kanaal zwom. Hij betaalde 36 dollarcent.

## Operationele en financiële gegevens

### Vervoersstromen
Het Panamakanaal is een belangrijke verkeersader. Jaarlijks maken ruim 14.000 schepen gebruik van het kanaal, dit zijn gemiddeld 40 schepen per dag. Meer dan 90% van het scheepvaartverkeer betreft zeeschepen. Containerschepen varen het meest frequent door het kanaal; per jaar ongeveer 2800. Droge-ladingschepen, tankers en koelschepen zijn andere grote gebruikers van het kanaal. In de onderstaande tabel blijkt dat het aantal schepen dat door het kanaal vaart redelijk stabiel is, maar dat de schepen gemiddeld wel groter worden. Dit is versneld na de ingebruikname van de nieuwe en grotere sluizen per medio 2016. De Neopanamax schepen zijn groter en kunnen meer lading meenemen, in 2023 werd zo'n 54% van de lading door het kanaal vervoerd door schepen van het type Neopanamax. In 2018 was dit aandeel nog 43%.
| Jaar | Aantal schepen | waarvan Panamax | waarvan Neopanamax | PC/UMS (×miljoen) | PC/UMS per schip (×1000) |
| ---- | -------------- | --------------- | ------------------ | ----------------- | ------------------------ |
| 2004 | 14 035         | 5329            | -                  | 266,9             | 190                      |
| 2005 | 14 011         | 5633            | -                  | 279,1             | 199                      |
| 2006 | 14 194         | 6078            | -                  | 296,3             | 209                      |
| 2007 | 14 721         | 6230            | -                  | 312,9             | 213                      |
| 2008 | 14 702         | 6087            | -                  | 309,6             | 211                      |
| 2009 | 14 342         | 6015            | -                  | 299,1             | 209                      |
| 2010 | 14 230         | 6231            | -                  | 300,8             | 211                      |
| 2011 | 14 684         | 6918            | -                  | 321,8             | 219                      |
| 2012 | 14 544         | 7241            | -                  | 333,7             | 229                      |
| 2013 | 13 660         | 7035            | -                  | 320,6             | 235                      |
| 2014 | 13 481         | 7379            | -                  | 326,8             | 242                      |
| 2015 | 13 874         | -               | -                  | 340,7             | 246                      |
| 2016 | 13 114         | 7020            | 224                | 330,4             | 252                      |
| 2017 | 13 548         | 6033            | 1827               | 403,8             | 298                      |
| 2018 | 13 795         | 5713            | 2488               | 442,1             | 321                      |
| 2019 | 13 785         | -               | 2963               | 469,7             | 341                      |
| 2020 | 13 369         | -               | -                  | 475,2             | 355                      |
| 2021 | 13 342         | -               | 3574               | 516,7             | 387                      |
| 2022 | 14 239         | -               | -                  | 518,8             | 364                      |
| 2023 | 14 080         | -               | -                  | 511,1             | 363                      |

In 2023 werd circa 260 miljoen ton vracht door het kanaal vervoerd. Naar het zuiden, of van de Atlantische Oceaan naar de Stille Oceaan werd meer vracht vervoerd, dan omgekeerd. Belangrijke goederen die het keannal doorgaan zijn aardolie en olieproducten, 31% van het totaal, containers (22%) en granen (13%).
Het duurt gemiddeld ongeveer 10 uur om het kanaal te doorvaren. Inclusief de wachttijden is dit gemiddeld ruim 20 uur. De reis- en wachttijden variëren met het aanbod van schepen en ook de weersomstandigheden spelen een rol. Bij mist wordt de snelheid van de schepen aangepast. De wachttijden zijn ook een gevolg van de veiligheidsvoorschriften. De grote schepen mogen alleen bij daglicht gebruikmaken van het kanaal en dit impliceert dat de kleine schepen veelal in de nacht varen.

### Financiële gegevens
De belangrijkste bron van inkomsten van de kanaalbeheerder is de tol die de schepen betalen om het kanaal te doorvaren. Verder verdient men nog aan het verlenen van diensten aan diezelfde schepen zoals het verhuur van sleepboten. Het aandeel van tol en gerelateerde diensten is ruim 93% van de totale omzet van de kanaalbeheerder. Tot slot verkoopt de beheerder nog elektriciteit en drinkwater aan Panama. De belangrijkste kostenpost zijn de werknemers die noodzakelijk zijn voor het onderhoud van het kanaal en de begeleiding van de schepen van begin tot eind. In 2023 had de beheerder 8549 personen in dienst.
In 2023 viel de hoeveelheid neerslag tegen en werden er beperkingen gesteld aan het aantal schepen dat het kanaal kon passeren. Dit leidde tot een lichte daling van het scheepvaartverkeer. Reders konden - door extra betalingen - voorrang krijgen en dit verklaart deels de gestegen inkomsten ondanks het lagere volume van schepen en vracht.
In de figuur hieronder een overzicht van de belangrijkste financiële resultaten van de beheerder ACP.
| Jaar | Tolgelden (×miljoen) | Tolgeld per schip (×1000) | Tolgeld per PC/UMS | Totale omzet (×miljoen) | Nettoresultaat (×miljoen) | Totale directe afdracht van ACP aan Panama Staat (×miljoen) |
| ---- | -------------------- | ------------------------- | ------------------ | ----------------------- | ------------------------- | ----------------------------------------------------------- |
| 2004 | 765                  | 54,5                      | 2,86               | 1071                    | 258                       | 386                                                         |
| 2005 | 848                  | 60,5                      | 3,04               | 1209                    | 380                       | 489                                                         |
| 2006 | 1026                 | 72,3                      | 3,46               | 1505                    | 484                       | 570                                                         |
| 2007 | 1184                 | 80,4                      | 3,78               | 1760                    | 807                       | 847                                                         |
| 2008 | 1317                 | 89,6                      | 4,25               | 2007                    | 1028                      | 701                                                         |
| 2009 | 1438                 | 100,3                     | 4,81               | 1962                    | 1007                      | 780                                                         |
| 2010 | 1482                 | 104,1                     | 4,93               | 1972                    | 964                       | 815                                                         |
| 2011 | 1730                 | 117,8                     | 5,38               | 2319                    | 1229                      | 1043                                                        |
| 2012 | 1852                 | 127,3                     | 5,55               | 2411                    | 1258                      | 1018                                                        |
| 2013 | 1850                 | 135,4                     | 5,77               | 2411                    | 1213                      | 982                                                         |
| 2014 | 1910                 | 141,7                     | 5,84               | 2629                    | 1325                      | 1031                                                        |
| 2015 | 1991                 | 143,5                     | 5,84               | 2598                    | 1361                      | 1043                                                        |
| 2016 | 1933                 | 147,4                     | 5,85               | 2483                    | 1163                      | 1013                                                        |
| 2017 | 2238                 | 165,2                     | 5,54               | 2853                    | 1199                      | 1650                                                        |
| 2018 | 2485                 | 180,1                     | 5,62               | 3108                    | 1353                      | 1703                                                        |
| 2019 | 2592                 | 188,0                     | 5,52               | 3213                    | 1496                      | 1786                                                        |
| 2020 | 2661                 | 199,0                     | 5,60               | 3443                    | 1710                      | 1824                                                        |
| 2021 | 2966                 | 222,3                     | 5,74               | 3959                    | 2136                      | 2081                                                        |
| 2022 | 3028                 | 212,7                     | 5,84               | 4323                    | 2412                      | 2497                                                        |
| 2023 | 3348                 | 237,8                     | 6,62               | 4968                    | 3206                      | 2545                                                        |

## Een tweede Panamakanaal?
Al in 1964 dacht men dat het Panamakanaal in het jaar 2000 zijn betekenis volledig verloren zou hebben. Verschillende trajecten voor een nieuw kanaal waren al eerder bestudeerd. Men kwam met vier alternatieve trajecten.
- Het eerste kanaalplan had een traject door Nicaragua en Costa Rica. De vaartijd tussen de oost- en westkust zou aanzienlijk worden bekort. Met een aanleg op zeeniveau (dus zonder sluizen) zou het traject 224 kilometer lang kunnen worden. Dit ontwerp werd daarmee het duurste van de vier. Bij gebruik van kernexplosieven werden 4 miljard dollar aanlegkosten begroot, met normale springstoffen zou dit oplopen tot 10 à 20 miljard dollar.
- Het tweede plan omvatte een traject tussen Lagarto en Puerto Caimito. Dit nieuwe kanaal voer dwars door de landengte van Panama, ongeveer 35 kilometer ten westen van het oude. Het zou met zijn geraamde lengte van 73 kilometer het kortste zijn van de 4 ontwerpen en zelfs nog korter dan het oude. Met kernexplosieven zou het 2 - 3 miljard dollar gaan kosten en met gangbare explosieven zo'n 4 tot 7 miljard dollar.
- Kanaalplan Sasardi - Morti. Dit kanaalplan zou een route betreffen dwars door de Panamese provincie Darién, uitmondend in de Golf van San Miguel. Na het ontwerp Lagarto - Puerto Caimito zou dit ontwerp het gemakkelijkst te verwezenlijken zijn. Het traject zou door een vrijwel onbewoond oerwoudgebied voeren en ongeveer 175 kilometer ten oosten van het oude komen te liggen. Prijs: 1,5 miljard dollar met kernexplosieven en meer dan 10 miljard met gewone springstoffen.
- Het vierde kanaalplan betrof een route tussen Atrato en Truando die volledig door Colombiaans grondgebied zou voeren. Het zou een vaarweg betekenen van bijna 160 kilometer die voer door moerassen en talrijke riviertjes die regelmatig buiten hun oevers traden. Het kanaal zou daarom met zware dijken moeten worden uitgerust. Met kernexplosieven raamde men de kosten op 2,5 miljard dollar en met normale explosieven op zo'n 10,5 miljard dollar. De ontwerpen waren gebaseerd op een vreedzame toepassing van kernenergie en zouden in alle gevallen een vaarweg mogelijk moeten maken zonder sluizen en met afmetingen zodanig dat gevaren zou kunnen worden zonder de trekkracht van de locomotieven en met grotere schepen. Met atoomladingen op een diepte van 180 meter waren de Amerikanen overtuigd van de mogelijkheden van de aanleg. Maar de risico's van besmetting met radioactiviteit rondom het nieuwe kanaalgebied werden niet onaanzienlijk geacht en zouden vooral effect hebben op de arbeiders rondom het kanaal. In 1963 sloten diverse landen waaronder de VS en Rusland, overeenkomsten voor het aan banden leggen van atoomproeven en werden de plannen voorlopig in de ijskast gezet.

### China wil een spoorweg als alternatief
Begin 2011 maakte China een plan bekend voor een spoorverbindng tussen twee Colombiaanse havensteden. De spoorweg, met een lengte van 220 kilometer, zou Urabá aan de Caraïbische Zee en Cupica aan de Stille Oceaan moeten gaan verbinden. Deze spoorverbinding wordt beoogd als onderdeel van een groter investeringsplan ter waarde van 5,6 miljard euro. China wil in totaal 791 kilometer spoorlijn aanleggen om het Colombiaanse achterland, en met name de belangrijke mijnbouwgebieden, te ontsluiten.
De handel tussen Colombia en China is sterk gestegen van 10 miljoen dollar in 1980 naar meer dan 5 miljard dollar in 2010. China is nu na de Verenigde Staten de grootste handelspartner van Colombia. China wil naast de investering in de spoorwegen de havenfaciliteiten van de Buenaventura aan de Stille Oceaan uitbreiden. De capaciteit van de spoorwegen zou met 40 miljoen ton goederen worden uitgebreid. Colombia is een grote exporteur van onder meer steenkool. Deze gaat echter vrijwel uitsluitend naar markten gelegen aan de Atlantische Oceaan. Wanneer de plannen zijn uitgevoerd, kan Colombiaanse steenkool naar Buenaventura worden vervoerd en vandaar verder per schip naar China.

## Weetjes
- Het palindroom "A man, a plan, a canal: Panama!" is niet tijdens de planning of de aanleg van het kanaal bedacht, maar waarschijnlijk veel later. Pas in 1948 werd het voor het eerst gepubliceerd in de Britse tijdschrift Notes & Queries op 13 november 1948 en zou zijn bedacht door de Britse woordspeler en palindroommaker Leigh Mercer (1893–1977), zoals vermeld in The Yale Book of Quotations[42]
- De strijd om de macht over het Panamakanaal is het thema van de film The Tailor of Panama uit 2001.

## Fotogalerij
De foto's hieronder zijn in maart 2009 gemaakt op een reis van de Stille Oceaan naar de Atlantische Oceaan.

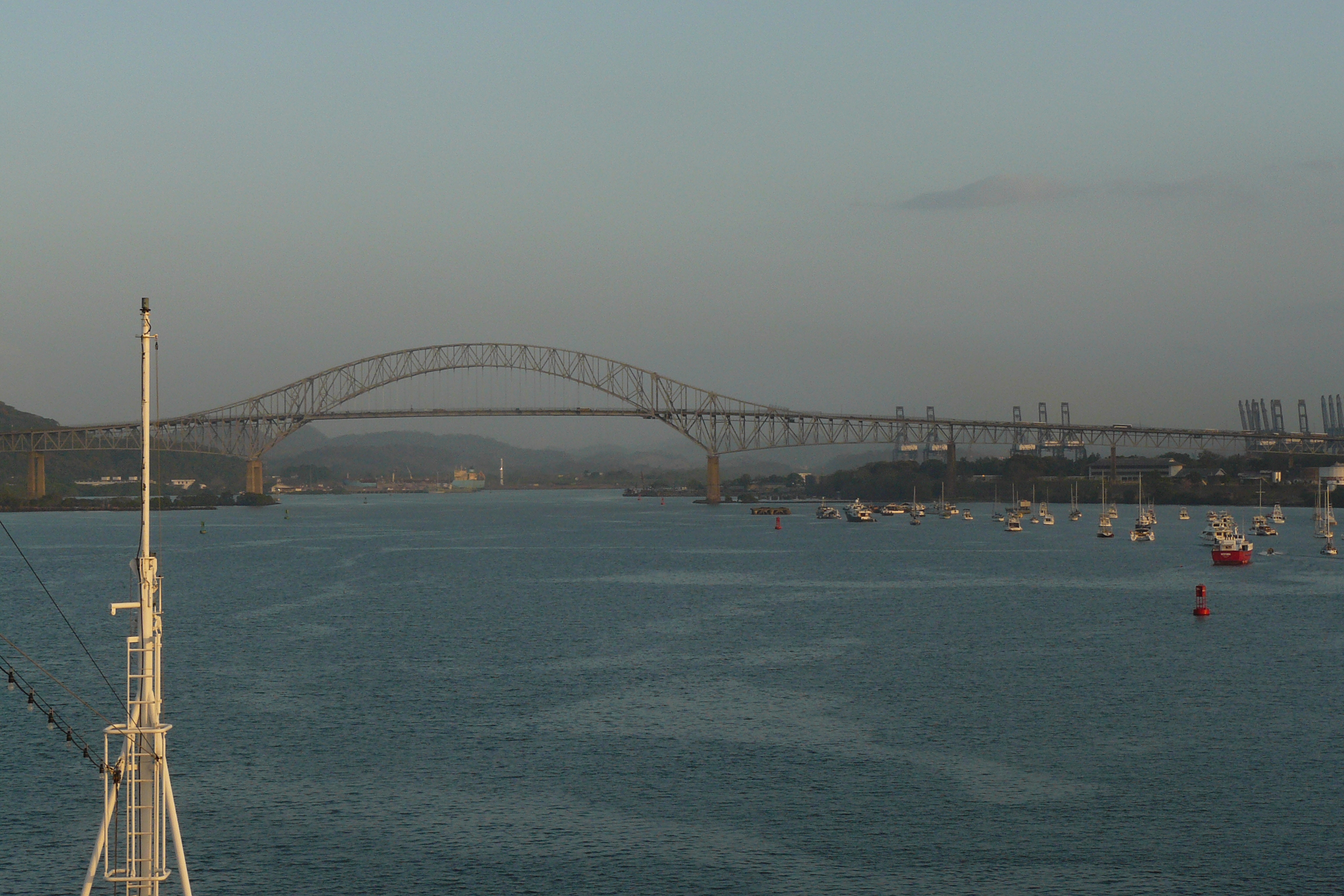
Bridge of the Americas, nog voor de eerste sluis
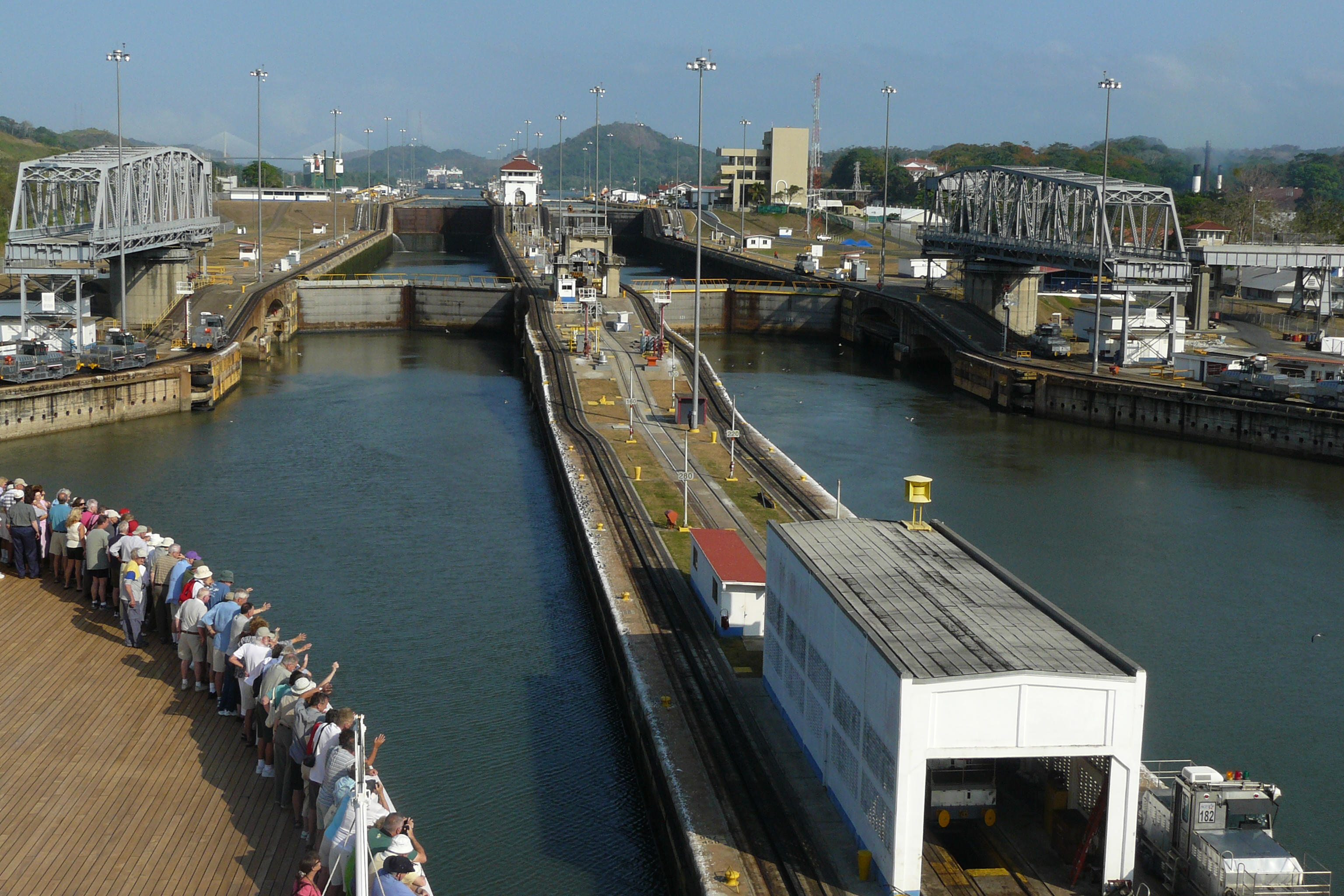
Naderen van de Mirafloressluis
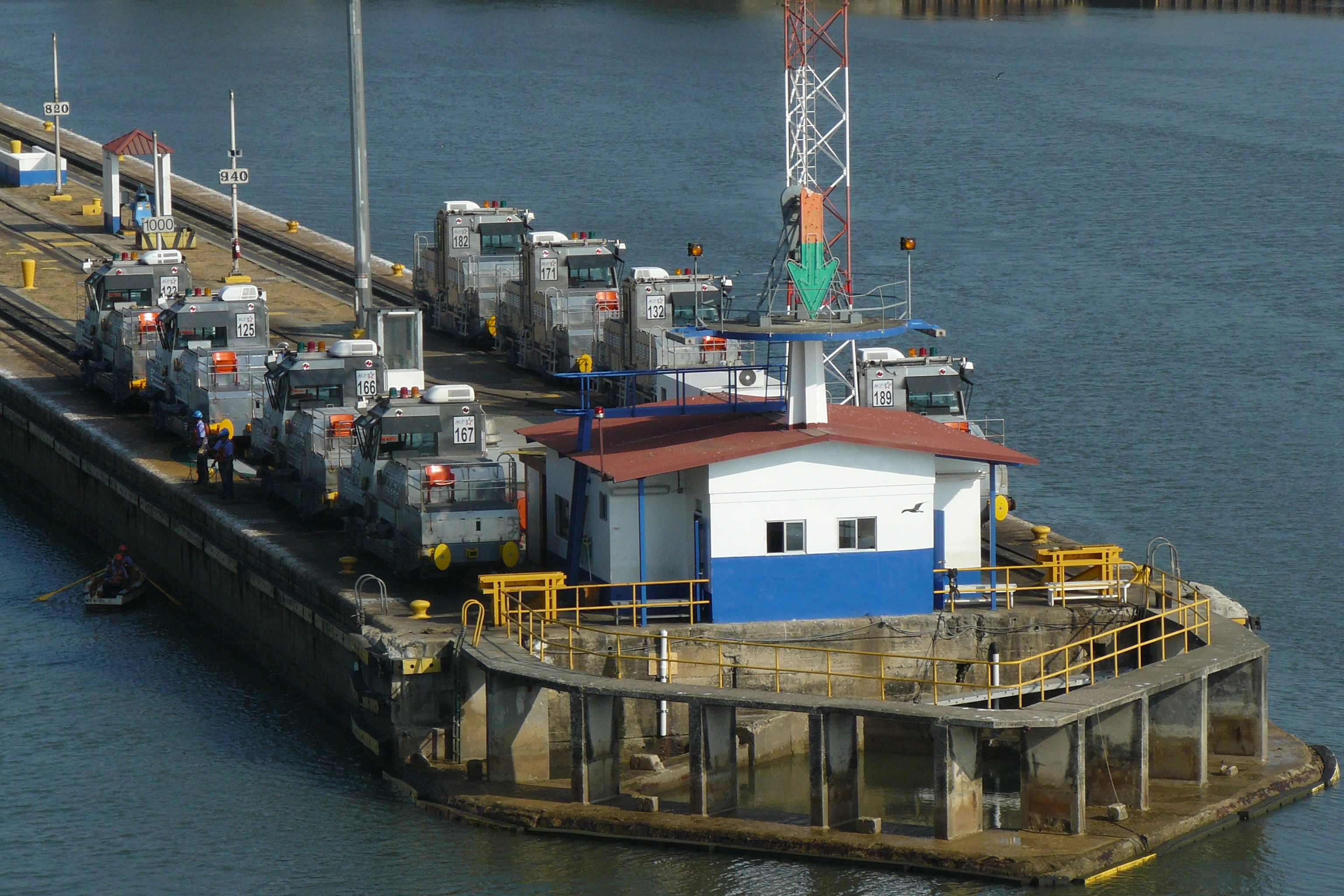
Locomotieven staan te wachten bij de Mirafloressluis
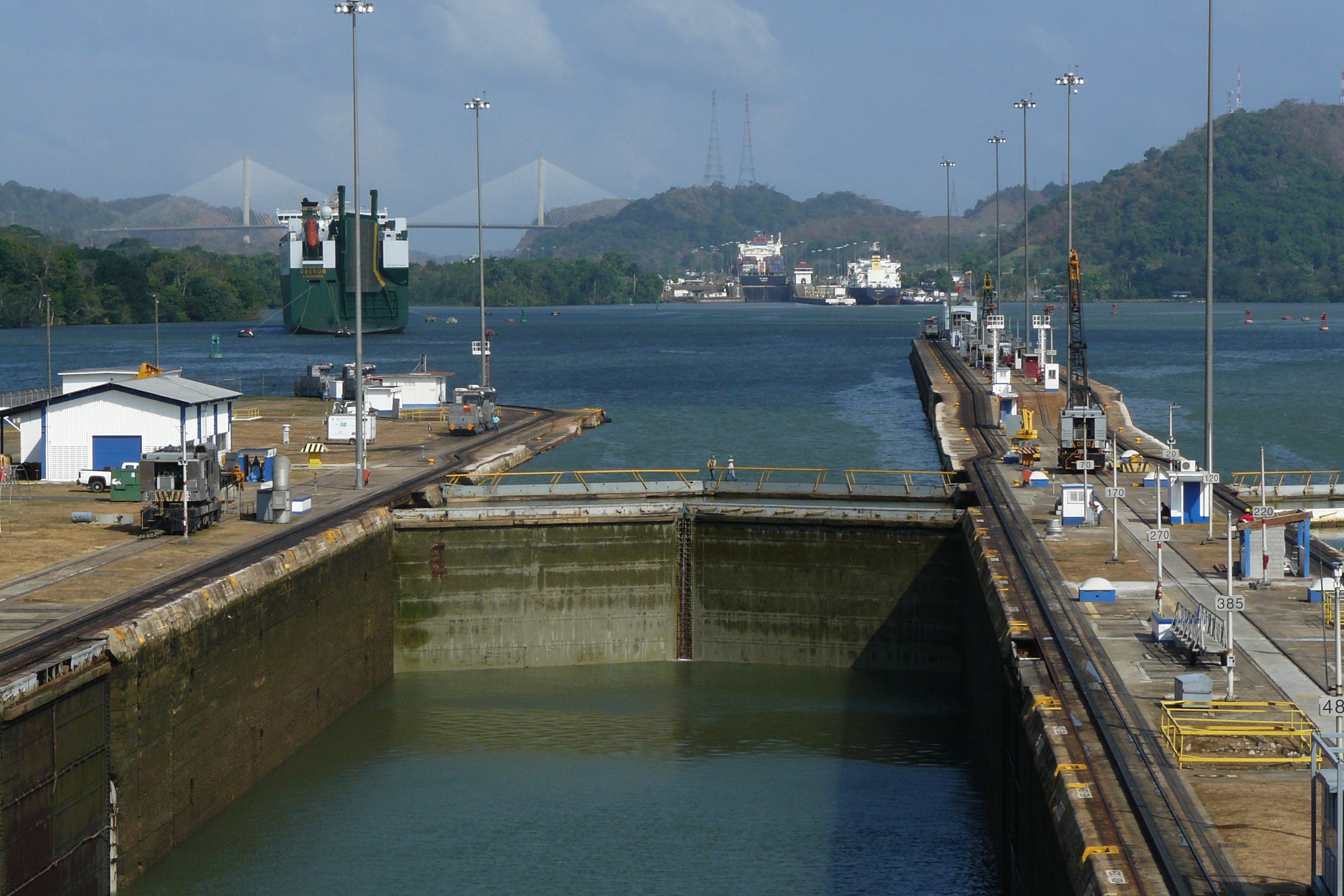
In Mirafloressluis, zicht op Mirafloresmeer en Pedro Miguelsluis
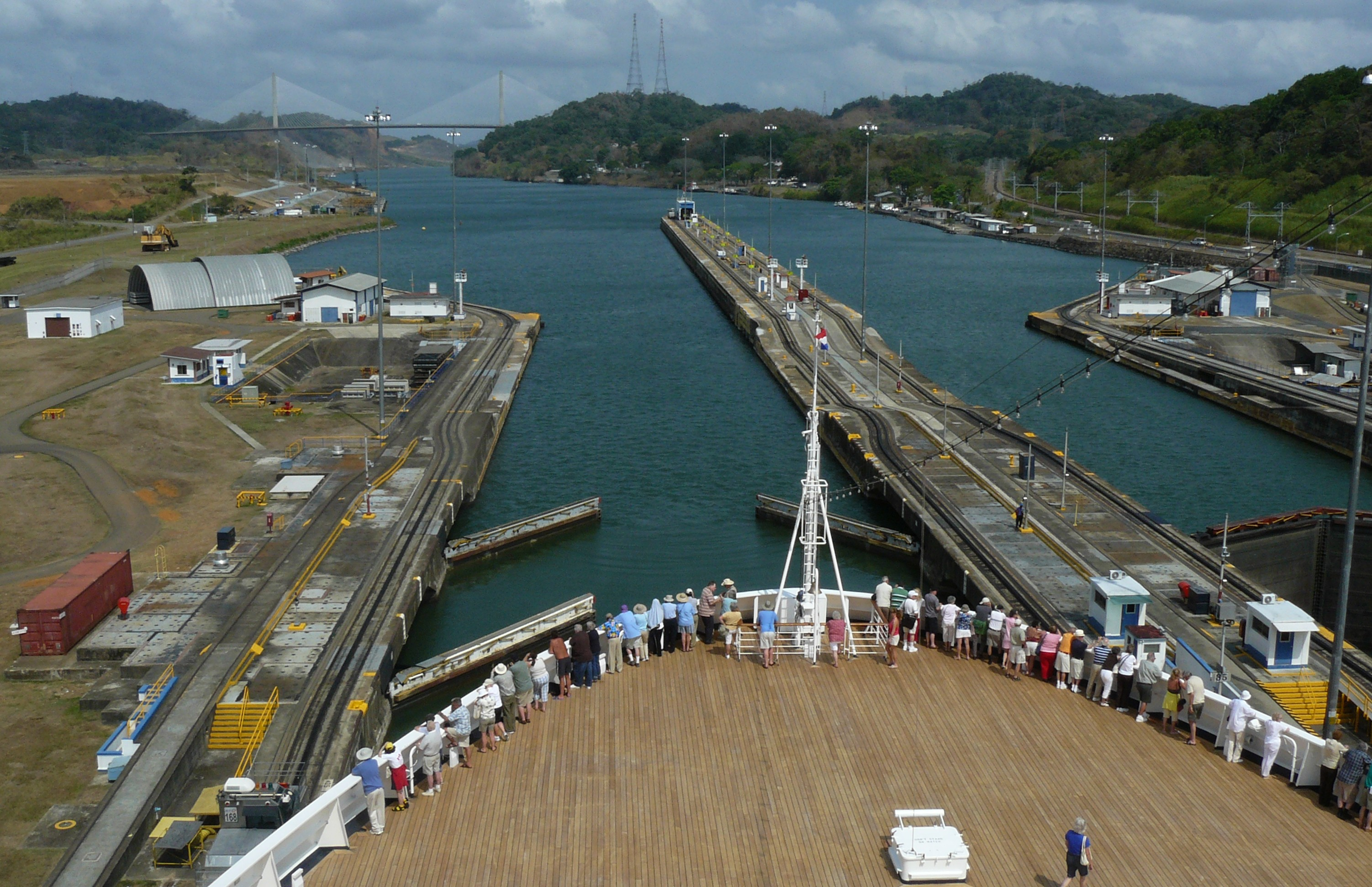
Zicht vanuit Pedro Miguelsluis richting Guillardkloof
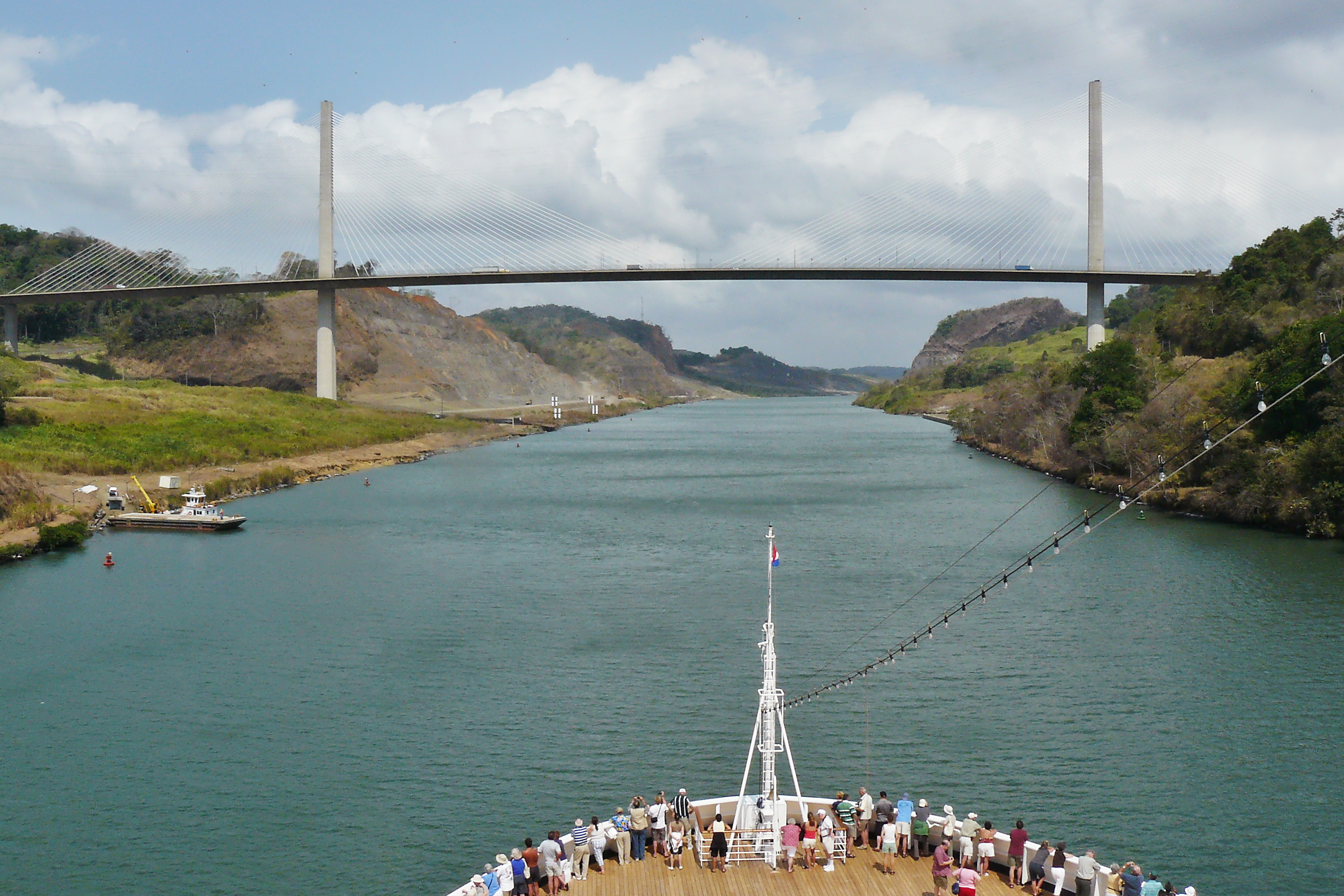
Zicht op Centennial Bridge met Gold Hill (rechts achter de brug). Dit is het smalste deel van het kanaal
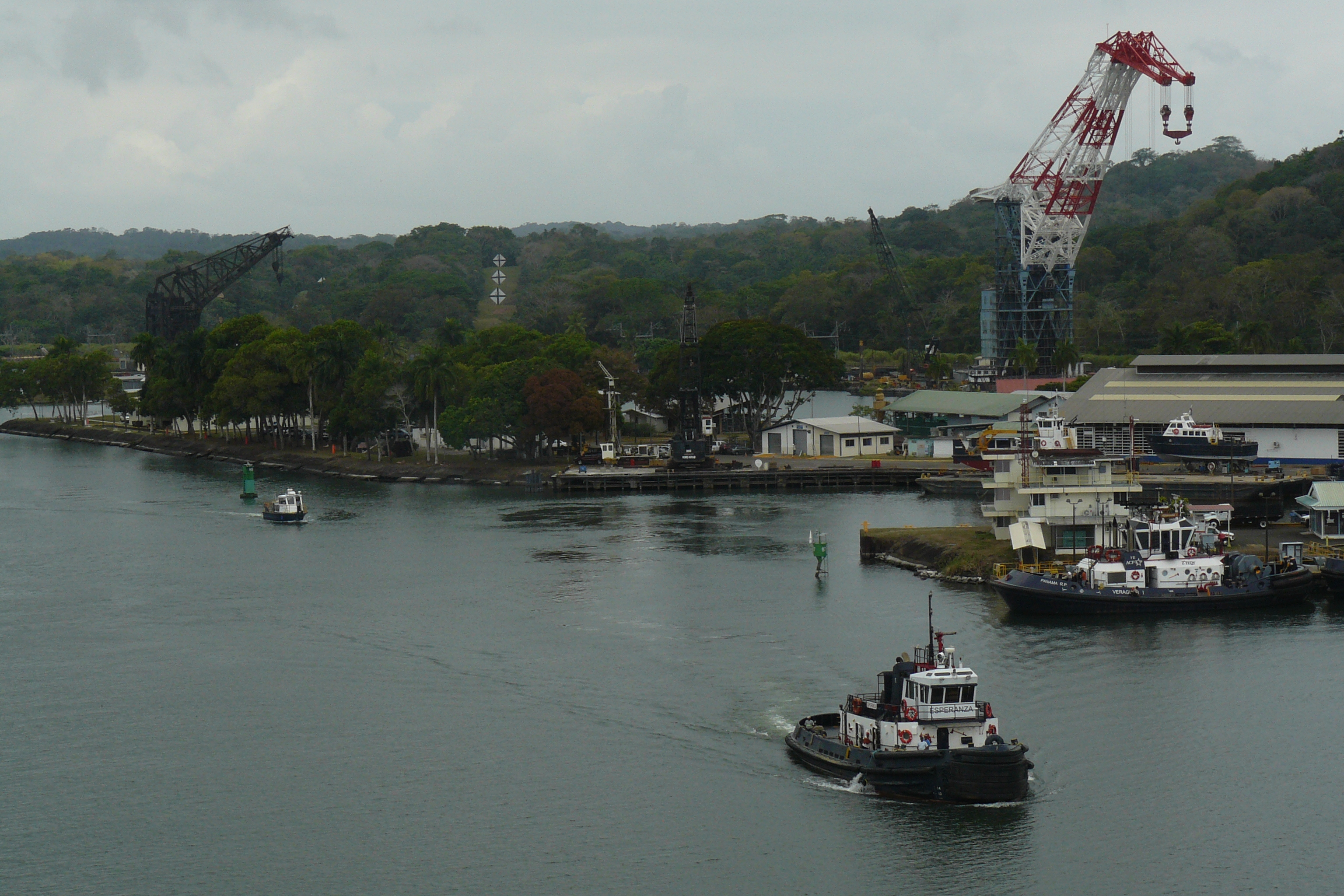
Halverwege het kanaal, Gamboa de werkhaven van de kanaalbeheerder
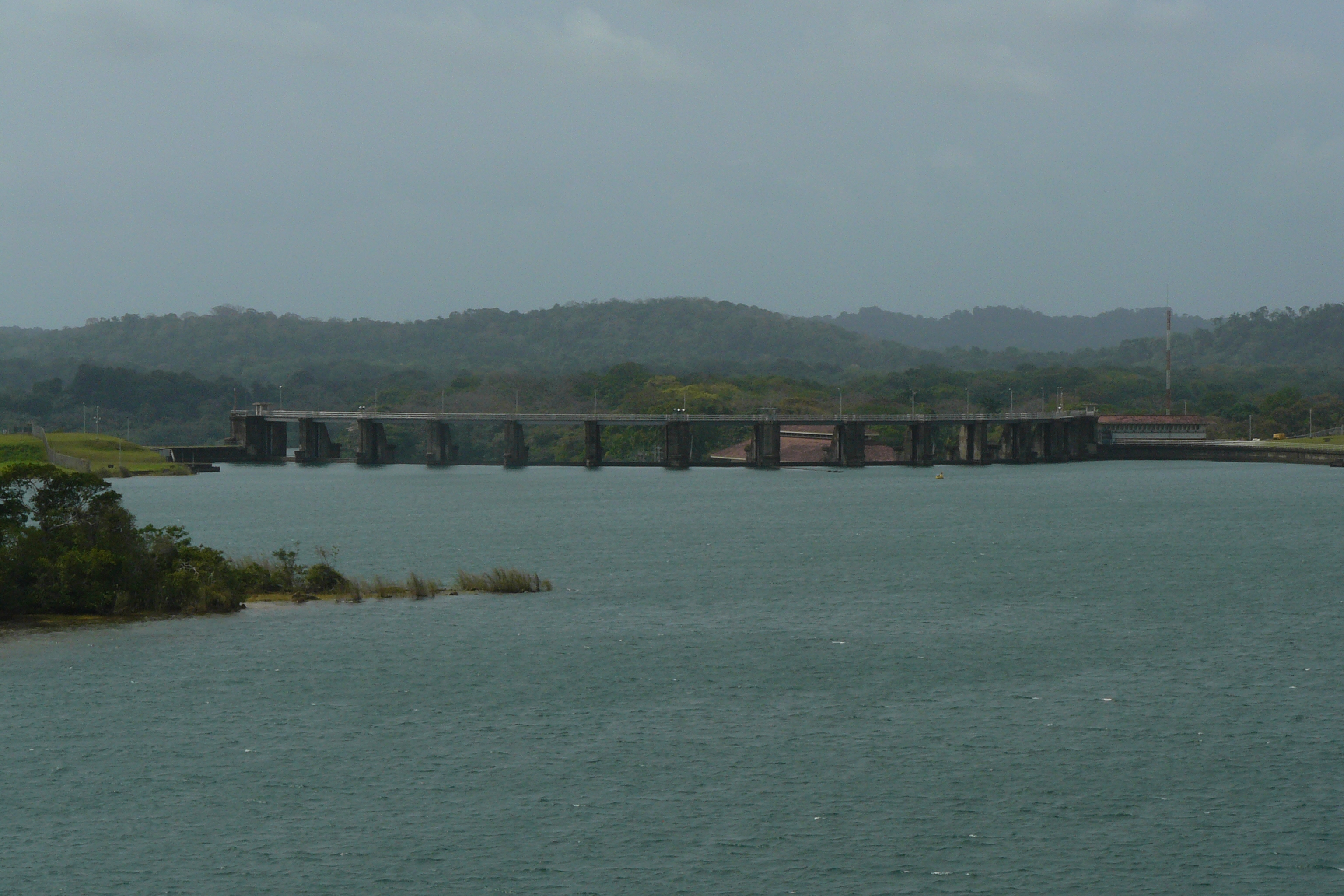
De dam die het water keert voor het Gatunmeer
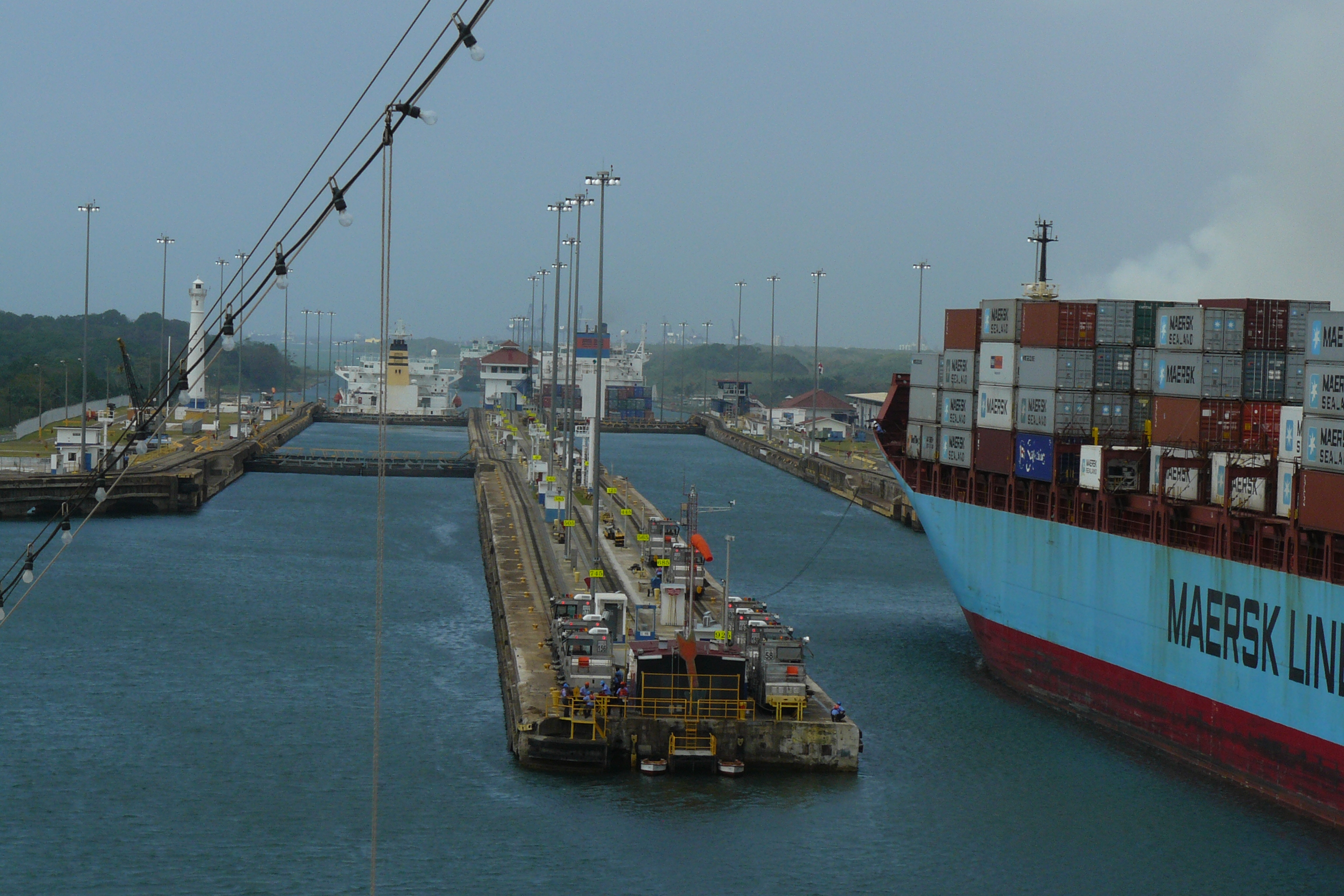
Het naderen van de Gatunsluis. Rechts de Majestic Maersk, een containerschip van 4800 TEU.
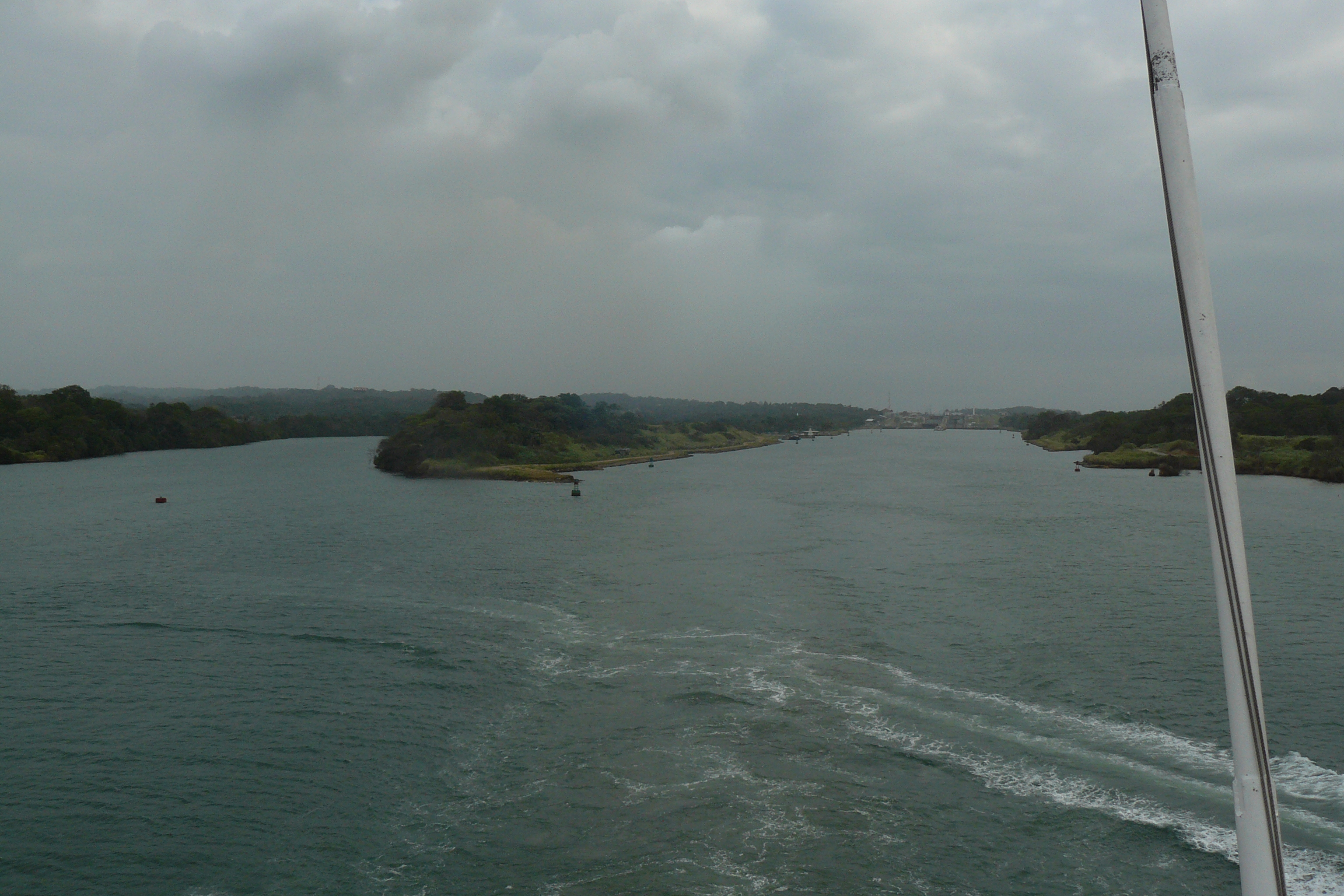
Terugblik op Gatunsluis vanaf de Atlantische Oceaan. Links nog een onvoltooid kanaal gegraven in 1939-1942